# La Belle Jardinière (Éric Holder)
Pour les articles homonymes, voir La Belle Jardinière.
La Belle Jardinière est un essai d'Éric Holder publié en 1994 aux éditions Le Dilettante et ayant reçu le prix Novembre la même année, ex æquo avec L'Air de la guerre de Jean Hatzfeld.

## Éditions
- La Belle Jardinière, éditions Le Dilettante, 1994  (ISBN 2905344806)